# شهرستان میدلسکس (نیوجرسی)
شهرستان میدلسکس، نیوجرسی (به انگلیسی: Middlesex County, New Jersey) یک سکونتگاه مسکونی در ایالات متحده آمریکا است که در نیوجرسی واقع شده‌است.